# Heilige Maurische Märtyrer (Bergstein)

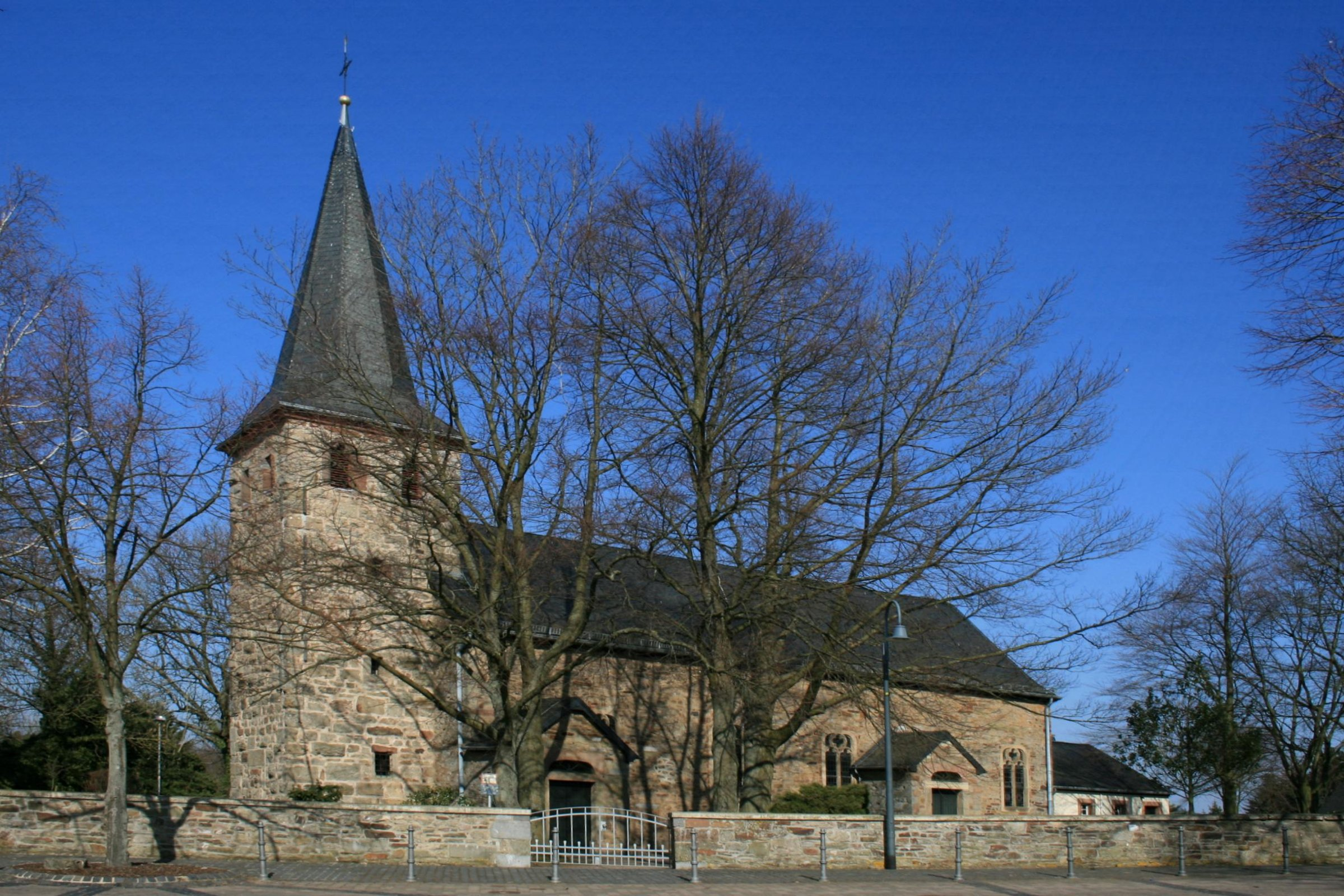
Kirche Heilige Maurische Märtyrer

Die Kirche Heilige Maurische Märtyrer ist die römisch-katholische Pfarrkirche des Ortsteils Bergstein der Gemeinde Hürtgenwald im Kreis Düren (Nordrhein-Westfalen).
Die Kirche ist unter Nr. 5 in die Liste der Baudenkmäler in Hürtgenwald eingetragen.

## Geschichte
Eine erste Kirche in Bergstein bestand schon um das Jahr 1198. Seitdem ist der Ort vermutlich auch eigenständige Pfarrgemeinde. Zu dieser Pfarre gehören heute noch die Filialen Brandenberg und Zerkall. Die Kirche ist ein gotisch-barocker Saalbau mit vorgesetztem Glockenturm im Westen und dreiseitig geschlossenem Chor im Osten. Der Glockenturm ist der älteste Teil der Kirche. Dieser wurde im 15./16. Jahrhundert errichtet. Das Langhaus wurde im Jahr 1721 erbaut. 1807 wurde die Kirche nach Osten hin verlängert.

## Ausstattung
In der Kirche befinden sich Fenster eines unbekannten Künstlers aus der Nachkriegszeit. Diese stellen die sieben Sakramente dar.

## Pfarrer
Folgende Priester wirkten bislang als Pfarrer an Heilige Maurische Märtyrer:
- 1930–1955: Peter Weisweiler
- 1955–1979: Josef Dargel
- 1979–1984: Johannes Weber
- 1984–1988: Karlheinz Alders
- 1988–1997: Felix Dörpinghaus
- 1997–1999: Vakant
- 1999–2023: Axel Lautenschläger
- Seit 2024: Josef Wolff